# Andy Couzens
Andy Couzens est un footballeur anglais, né le 4 juin 1975 à Shipley, Angleterre. Évoluant au poste de milieu de terrain, il est principalement connu pour ses saisons à Leeds United, Carlisle United et Blackpool.

## Biographie
Natif de Shipley, Yorkshire de l'Ouest, il est formé dans les équipes de jeunes de  Leeds United avec qui il remporte la FA Youth Cup en battant Manchester United en finale. Il commence sa carrière avec les Whited, y restant 4 saisons en y disputant 29 rencontres de Premier League pour un but inscrit face à Coventry City. Il marque un autre but en League Cup face à Notts County.
Malgré les espoirs placés en lui au début de sa carrière, il ne confirme jamais réellement et est transféré en 1997 à Carlisle United en Second Division. Il y connaît une relégation en Third Division dès sa première saison et une autre saison catastrophique à la suite, qui a failli voir les Cumbrians sortir de la Football League.
Après avoir connu un prêt à Blackpool où il avait fait bonne impression, il s'y engage ensuite de manière définitive et retrouve ainsi la Second Division, mais connaît de nouveau la relégation dès la fin de la saison. Il prend alors la décision radicale de raccrocher les crampons, à l'âge de 25 ans.